# چلچله سینالوا
چلچله سینالوا (نام علمی: Progne sinaloae) نام یک گونه از سرده پروکن‌پرستوها است.